# 도마항
도마항(都馬港)은 경상남도 남해군 고현면 도마리, 도마마을 인근에 있는 어항이다. 2002년 8월 6일 어촌정주어항으로 지정하여 관리하고 있다. 시설관리자는 남해군수이다.

## 어항 연혁
- 산 형세가 말모양과 같다고 하여 도마(都馬)라 불리게 되었다.

## 어항 시설
- 선착장 L=260m, B=3.5m

## 주요 어종
- 전어, 도다리, 노래미, 패각류 등